# Michael Breugst
Michael Breugst (* 18. April 1972 in Marl) ist ein deutscher Musikwissenschaftler, Musikdramaturg und Rundfunkredakteur.

## Leben
Breugst wirkte bereits als Jugendlicher in verschiedenen Laien-Orchestern mit. Nach dem Abitur studierte er Musikwissenschaft an der Universität Münster und absolvierte Praktika beim WDR Köln und beim SWR in Baden-Baden; außerdem schrieb er Konzertkritiken für verschiedene Tageszeitungen. 1999 wurde er mit einer umfassenden Monographie über den Beethoven-Zeitgenossen Christian Gottlob August Bergt (1771–1837) promoviert.
Danach arbeitete er für das Online-Magazin Klassik.com und ab 2001 als Dramaturg und Konzertmanager für das internationale Klassikfestival Heidelberger Frühling. Gemeinsam mit dem Intendanten Thorsten Schmidt erfolgte nun die verstärkte Einladung internationaler Künstlerinnen und Ensembles, etwa des London Symphony Orchestra, von Matthias Goerne, Thomas Hampson oder Barbara Hendricks. 
Ab 2003 war Breugst beim Gewandhausorchester und am Gewandhaus in Leipzig als Leiter der Konzertplanung tätig  und zuständig für die inhaltliche Planung von circa 230 Konzerten pro Saison. Hier arbeitete er eng mit den Chefdirigenten Herbert Blomstedt und Ricardo Chailly zusammen. Auf Anregung von Riccardo Chailly konzipierte Breugst das Mahler Festival 2010, unter anderem mit den Wiener Philharmonikern und dem New York Philharmonic Orchestra. Darüber hinaus arbeitete Breugst mit Kurt Masur, André Previn, Charles Dutoit, John Mauceri und vielen anderen. 2010 ging er zum WDR und wurde Manager des WDR Funkhausorchesters. Seit 2014 arbeitet er beim Kultursender WDR 3 als Redakteur und als Produzent von Kammermusik. Als Redakteur betreut Breugst die Sendungen WDR 3 Konzert, WDR 3 Klassik Klub und WDR 3 Persönlich mit Daniel Hope. Als Produzent initiierte Breugst beim WDR zahlreiche Aufnahmen, von denen viele auf CD erschienen.

## Publikationen
- Christian Gottlob August Bergt. Studien zu Leben und Schaffen mit einem Werkverzeichnis (= Studien und Materialien zur Musikwissenschaft, Band 24), Hildesheim, Zürich, New York: Olms 2001, 837 Seiten; ISBN 978-3487115429[1]